# Croix de cimetière de Saint-Avé
La Croix de cimetière de Saint-Avé est érigée au bourg de Saint-Avé, place de l'église au sud du chevet de l'église, dans le Morbihan.

## Historique
La croix fait l’objet d’une inscription au titre des monuments historiques depuis le 13 février 1929.